# Mister Lewis
Mister Lewis ist ein zwölfminütiges britisches Filmdrama aus dem Jahr 1965 von Malcolm Craddock, der auch das Drehbuch verfasst und den Film produziert hat. Die Titelrolle wird von Jonathan Burn gespielt. Seine Uraufführung erlebte der Film 1965 in Großbritannien. In der Bundesrepublik Deutschland hatte er seine Premiere am 17. Februar 1967 im Programm des Ersten Deutschen Fernsehens (ARD). 

## Handlung
Der Film erzählt die Geschichte eines Mannes, der in dem Haus, in dem er wohnt, nicht baden kann. Der Mann versucht immer wieder, in das Bad im Mietshaus hineinzukommen, das er mit anderen Etagenbewohnern zusammen benutzen muss. Er bereitet alle möglichen geheimnisvollen Dinge vor und geht schließlich in ein öffentliches Bad. Nachdem er ein Rasiermesser unter geheimnisvollen Bewegungen eingesteckt hat, erwartet der Zuschauer, dass er gleich einen Mord begehen werde. Aber als er schließlich in der Badekabine angelangt ist, nimmt er das Messer und rasiert sich.

## Kritiken
Der Evangelische Film-Beobachter urteilt: „Ein Musterbeispiel an Filmdramaturgie, das unterhaltsam ist, und dabei ein meisterhafter Film. Die Atmosphäre, die er schafft, gibt das Milieu glänzend wieder, dass daraus fast eine kritische Studie über heutiges Wohnen wurde.“